# Thời kì Đại Loạn
Thời kì Đại Loạn (tiếng Nga: Смутное время) là quãng thời gian từ 1598 đến 1613 khi Sa quốc Nga trống ngôi chúa và xứ sở đứng trước nguy cơ tiêu vong. Đây cũng được coi là giai đoạn chuyển tiếp triều Ryurik sang Romanov.

## Lịch sử

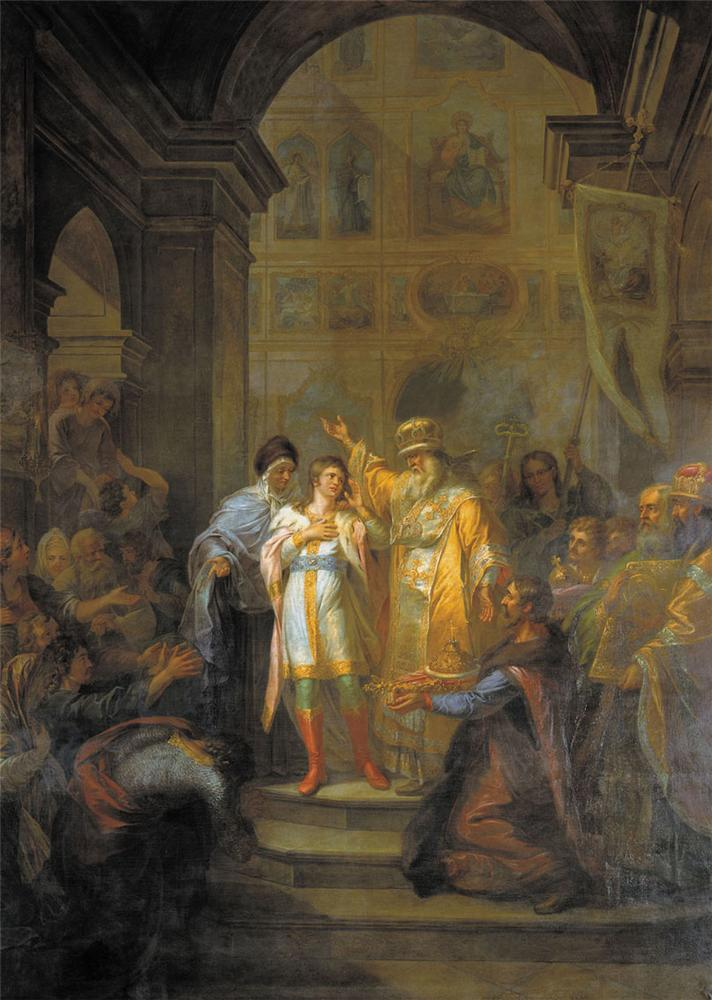
Bầu Mikhail Romanov 16 tuổi lên làm Sa hoàng đầu tiên của nhà Romanov

Cái chết không người nối dõi của con trai Ivan Bạo chúa là Fyodor I kéo theo một giai đoạn nội chiến và can thiệp của nước ngoài (1606–13). Các mùa đông lạnh giá (1601-1603) làm mùa màng thất bát dẫn tới nạn đói Nga 1601-1603 và làm gia tăng sự vô tổ chức trong xã hội. Thời kỳ cầm quyền của Boris Godunov chấm dứt trong tình trạng hỗn loạn, nội chiến cộng với sự xâm phạm từ nước ngoài, sự tàn phá nhiều thành phố và sự suy giảm dân số trong các khu vực nông thôn. Đất nước chao đảo vì sự hỗn loạn bên trong và nhiều cuộc can thiệp bên ngoài của Vương quốc Ba Lan và Đại Công quốc Litva. Quân xâm lược tiến vào tới Moskva và đưa, ban đầu là kẻ mạo danh Dmitriy I giả và sau đó là Władysław IV Vasa - một Hoàng thân Ba Lan lên ngôi báu của nước Nga. Nhân dân Moskva phải nổi dậy đấu tranh, nhưng họ bị dập tắt một cách dã man và thành phố bị đốt cháy.
Cuộc khủng hoảng đã tạo nên tinh thần yêu nước chống lại quân xâm lược của toàn dân Moskva và vào mùa thu năm 1612, dưới sự chỉ huy của thương gia Kuzma M. Minin và Công tước Dmitry M. Pozharsky, quân đội tình nguyện đã đẩy lui ngoại bang ra khỏi kinh thành.
Vị thế quốc gia Nga đã sống sót qua thời loạn và sự cai trị kém hoặc thối nát của các Sa hoàng nhờ sức mạnh của các quan lại trung tâm của chính quyền. Các chức năng của chính quyền vẫn hoạt động, dù dưới bất kỳ vị vua nào hay các phe phái nào kiểm soát ngôi báu. Tuy nhiên, do sự khủng hoảng triều đại gây ra đã khiến nước Nga mất nhiều lãnh thổ vào tay Vương quốc Ba Lan và Đại Công quốc Litva trong cuộc chiến tranh Nga-Ba Lan. Không những thế, vua Thụy Điển là Gustav II Adolf đã lợi dụng "Thời kỳ loạn lạc" mà phát binh chinh phạt nước Nga và giành chiến thắng lừng lẫy trong cuộc chiến tranh Ingria:
| “                 | Từ nay về sau, nước Nga chẳng bao giờ còn dám vượt qua khuôn phép nữa! | ” |
| — Gustav II Adolf |                                                                        |   |

Tháng 2 năm 1613, khi sự hỗn loạn tạm kết thúc và người Ba Lan đã bị đẩy lui khỏi Moskva, một đại hội đồng, gồm các đại diện từ 50 thành thị và thậm chí cả một số nông dân đã bầu Mikhail Romanov, con trai của đại giáo chủ Filaret, lên ngôi báu. Nhà Romanov cai trị nước Nga.